# Andrew Hutchinson (Eishockeyspieler)
Andrew Thomas Hutchinson (* 24. März 1980 in Evanston, Illinois) ist ein ehemaliger US-amerikanischer Eishockeyspieler, der im Verlauf seiner aktiven Karriere zwischen 1998 und 2015 unter anderem 140 Spiele für die Nashville Predators, Carolina Hurricanes, Tampa Bay Lightning, Dallas Stars und Pittsburgh Penguins in der National Hockey League (NHL) auf der Position des Verteidigers bestritten hat. Mit den Carolina Hurricanes gewann Hutchinson im Jahr 2006 den Stanley Cup. Darüber hinaus absolvierte er annähernd 480 weitere Partien in der American Hockey League (AHL) sowie drei Spielzeiten in der Kontinentalen Hockey-Liga (KHL).

## Karriere
Hutchinson spielte zunächst im Nachwuchsprogramm des US-amerikanischen Eishockeyverbands USA Hockey in verschiedenen tiefklassigeren Ligen. Seine Collegezeit verbrachte der 1,88 m große Verteidiger im Team der Michigan State University, für die er im Spielbetrieb der National Collegiate Athletic Association (NCAA) auf dem Eis stand. Beim NHL Entry Draft 1999 wurde der Rechtsschütze schließlich als 54. Spieler in der zweiten Runde von den Nashville Predators aus der National Hockey League (NHL) ausgewählt.
Allerdings wurde Hutchinson von den Predators zunächst nur beim Farmteam Milwaukee Admirals in der American Hockey League (AHL) eingesetzt. Erst in der Saison 2003/04 absolvierte der Abwehrspieler erste Partien in der NHL, aufgrund des Lockouts der NHL-Spielzeit 2004/05 musste Hutchinson allerdings wieder in die AHL zurückkehren. Nach der Zwangspause der Liga wurde der US-Amerikaner im Tausch für ein Drittrunden-Wahlrecht im NHL Entry Draft 2005 zu den Carolina Hurricanes transferiert. Mit dem Franchise aus Raleigh gewann Andrew Hutchinson am Ende der Stanley-Cup-Playoffs 2006 die gleichnamige Trophäe. Im Juli 2007 wurde Hutchinson in einem abermaligen Tauschgeschäft gemeinsam mit Joe Barnes und einem Drittrunden-Wahlrecht im NHL Entry Draft 2008 an die New York Rangers abgegeben. Im Gegenzug wechselte Matt Cullen zu den Hurricanes. Die Rangers setzten den Abwehrspieler allerdings nur als Kapitän ihres Kooperationspartners, dem Hartford Wolf Pack, in der AHL ein. Dort erzielte er die meisten Scorerpunkte als Verteidiger und wurde zudem ins AHL First All-Star Team der Saison 2007/08 gewählt. Außerdem gewann Hutchinson den Eddie Shore Award als bester Verteidiger der Liga.
Nach dieser erfolgreichen Saison unterschrieb der US-Amerikaner im Sommer 2008 als Free Agent einen Zweijahresvertrag bei den Tampa Bay Lightning, die ihn allerdings zunächst ebenfalls vorwiegend in der AHL einsetzten. Am 30. November 2008 wurde Andrew Hutchinson im Tausch gegen den finnischen Nachwuchsspieler Lauri Tukonen zu den Dallas Stars transferiert. Im Juli 2010 wechselte er – abermals als Free Agent – zu den Pittsburgh Penguins, die ihn vorwiegend im Farmteam bei den Wilkes-Barre/Scranton Penguins einsetzten.
Um seiner Karriere einen neuen Impuls zu verleihen unterzeichnete Hutchinson Ende Juni 2011 einen Kontrakt beim kasachischen Klub Barys Astana aus der Kontinentalen Hockey-Liga (KHL). Für den Verein war er zwei Spielzeiten lang aktiv, ehe er Mitte Juli 2013 einen Einjahresvertrag beim EV Zug aus der Schweizer National League A (NLA) abschloss. Mit dem EVZ konnte er erst in den Playouts den Klassenerhalt sichern. Dennoch erhielt er keinen weiterführenden Vertrag. Der Defensivspieler kehrte daher zur Spielzeit 2014/15 in die KHL zurück, wo er die Spielzeit beim kroatischen Teilnehmer KHL Medveščak Zagreb verbrachte. Nach der Saison beendete der 35-Jährige im Sommer 2015 seine aktive Karriere.

### International
Mit der Nationalmannschaft der Vereinigten Staaten nahm Hutchinson an der Weltmeisterschaft 2007 teil, bei der die US-Amerikaner den fünften Platz belegten. In sieben Turnierspielen erzielte der Verteidiger dabei drei Tore und gab für ein weiteres die Vorlage.

## Erfolge und Auszeichnungen
| - 2001 CCHA Second All-Star Team - 2002 CCHA Second All-Star Team - 2002 NCAA West Second All-American Team - 2004 Teilnahme am AHL All-Star Classic - 2004 Calder-Cup-Gewinn mit den Milwaukee Admirals | - 2005 Teilnahme am AHL All-Star Classic - 2006 Stanley-Cup-Gewinn mit den Carolina Hurricanes - 2008 Eddie Shore Award - 2008 AHL First All-Star Team |

## Karrierestatistik

### International
Vertrat die USA bei:
- Weltmeisterschaft 2007

(Legende zur Spielerstatistik: Sp oder GP = absolvierte Spiele; T oder G = erzielte Tore; V oder A = erzielte Assists; Pkt oder Pts = erzielte Scorerpunkte; SM oder PIM = erhaltene Strafminuten; +/− = Plus/Minus-Bilanz; PP = erzielte Überzahltore; SH = erzielte Unterzahltore; GW = erzielte Siegtore; 1 Play-downs/Relegation; Kursiv: Statistik nicht vollständig)